# Sant Pere d'Ullastre
Sant Pere d'Ullastre és una capella romànica dels segles x-xi emplaçada a la riba esquerre del Torrent de Colobrers prop de la capçalera del Riu Tort, en la meitat sud del terme municipal de Castellar del Vallès. És una obra protegida com a Bé Cultural d'Interès Local. L'església actualment es troba adossada per la part de ponent a la masia de Can Santpere.

## Arquitectura
L'edifici de planta rectangular i una sola nau, presenta un absis semicircular central a la part de llevant i dos absidioles laterals, també semicirculars, que conformen el creuer. La nau està coberta mitjançant una volta de canó amb un arc lleugerament apuntat i per una teulada a dues aigües per la part externa; l'absis i les absidioles estan cobertes per voltes de quart d'esfera. L'ermita s'il·lumina a través d'una finestra a esqueixada simple situada al centre de l'absis i de dues obertures a doble esqueixada emplaçades una a la façana sud de la nau i l'altra, a l'absidiola d'aquest mateix costat. Aquesta finestra, antigament tapiada, fou recuperada en la darrera restauració duta a terme sobre l'edifici l'any 2007, moment en què també es retorna al seu aspecte original la portalada d'accés al temple, situada en la façana sud i coronada amb un arc de mig punt de pedra tosca. Segons alguns autors la portalada era situada originàriament a la façana de ponent, a la paret de la qual s'hi adossa actualment la masia de Can Santpere. En aquest mateix punt hi trobem el campanar, del tipus d'espadanya amb un sol ull.
Els carreus que conformen el parament de l'obra són de mida petita, lleugerament desbastats per la cara vista i organitzats en filades horitzontals força regulars. La part superior dels murs està coronada per una cornisa de pedra tosca amb motllura de bisell dret.
Unes pintures barroques al tremp dels segles xvii-xviii decoren l'absis central de l'edifici, les quals, juntament amb la figura de Sant Pere sedent, constitueixen els únics elements ornamentals preservats. Avui dia es desconeix si per sota d'aquest revestiment pictòric més modern es conserven pintures del període romànic.

## Història
Popularment es coneix l'ermita amb el nom de Sant Pere de la cadireta, ja que s'hi venera una imatge de Sant Pere assegut al tro. La historiografia local tradicionalment ha ubicat en aquest punt l'emplaçament d'un temple romà dedicat al culte del déu Uliaster, nom del qual provindria el mot “Ullastre”. La localització d'una ullastreda a tocar de la masia de Can Santpere fa pensar d'altra banda, que l'ermita rebi el nom per la presència en la zona d'aquesta varietat d'oliveres, típiques de terrenys propers a la mediterrània.
Es té notícia de l'existència del temple almenys des del 1012, any en què hi va tenir lloc, segons un pergamí de l'Arxiu de Polinyà avui dia desaparegut, l'aprovació d'una escriptura pública entre els germans Berenguer i Arnau Santpere. L'ermita fou sempre sufragània de la parròquia de Castellar i s'hi celebrava el culte només en dies estipulats. També, segons testaments posteriors al 1200, les cases de Sant Pere i Casamada donen llegat de misses a l'Església d'Ullastre. L'any 1735, el Papa Climent XII concedí jubileu o indulgència plenària als que, confessats i consagrats, visitessin l'església de Sant Pere d'Ullastre. Antigament s'hi podia celebrar missa tots els dies menys dijous, divendres i dissabtes sants, qüestió que provocà un plet entre el rector i l'amo de Can Sant Pere (1779). L'any 1782 es fallà el plet bastant favorable a favor de Miquel Santpere.
La capella forma part del patrimoni arquitectònic municipal des de finals de 2004, data en què el propietari en feu donació al consistori.
L'any 2007, l'ermita va ser objecte d'una rehabilitació. Es va desmuntar la coberta de la nau principal per reforçar la volta amb formigó armat per la part superior i tornar a muntar la teulada. També es va reforçar la coberta de l'absis i es va recalçar la fonamentació d'una absidiola lateral. Tot el reforç de l'estructura es va fer des de l'exterior, mantenint els revestiments interiors per poder així conservar les pintures barroques i les possibles pintures romàniques situades per sota. La intervenció també va permetre reconstruir la portalada deixant-la amb l'aspecte original, amb un arc de mig punt fet amb pedra tosca. També es va recuperar una finestra de l'absis lateral que estava tapiada, i es van treure unes peces de vidre que tapaven la finestra de l'absis principal.